# Kreuzabnahme

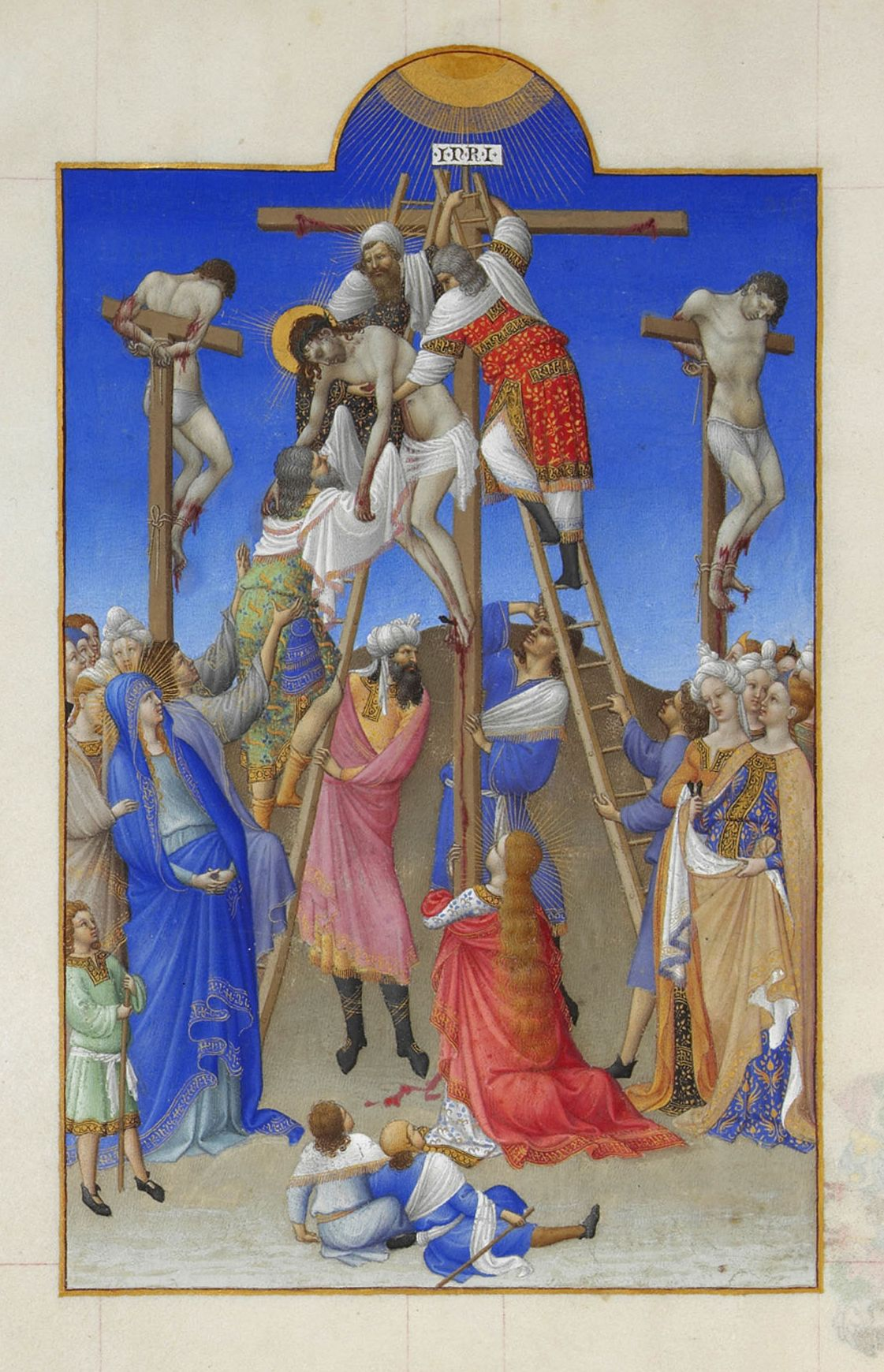
Darstellung der Kreuzabnahme im Très Riches Heures (15. Jh.)

Die Kreuzabnahme Jesu wird im Neuen Testament in Joh 19,38–40 , Mk 15,42–47 , Lk 23,50–56  und in apokryphen Schriften beschrieben. Nach diesen Zeugnissen nehmen Josef von Arimathäa und nach Johannes auch Nikodemus Jesus vom Kreuz.

## Verschiedene Auffassungen der biblischen Erzählung
Rätsel gibt die Tatsache auf, dass es nicht zwei der zwölf Jünger waren, die dem Herrn den letzten Liebesdienst erwiesen haben, sondern zwei ganz andere Persönlichkeiten, die bis dahin kaum eine Rolle gespielt hatten. Im dritten Kapitel des Johannes-Evangeliums wird das berühmte Gespräch des Nikodemus mit Christus geschildert, in welchem er die Frage stellt: „Herr, wie gewinne ich das ewige Leben?“ Die Antwort Christi, er müsse ein zweites Mal geboren werden, und zwar aus Wasser und Geist, wird meistens so aufgefasst, dass er sich taufen lassen solle. Er müsse in sich gehen, bereuen und den Entschluss zu einem neuen Leben fassen. Zuvor solle er durch die Wassertaufe gehen, deren Erfahrung ihn in dem gefassten Entschluss bestärken könne.
Die Grablegung ist spätestens seit dem 9. Jahrhundert darüberhinausgehend von bedeutenden christlichen Theologen wie Radbertus von Corbie so aufgefasst worden, dass das Grab, in das der Leib des Herrn gelegt werde, das Herz des Menschen sei. In seinem Matthäuskommentar gibt er als Begründung an: Denn ohne Christus sei der Mensch hohl und leer. Erst Christus gebe der Menschenseele ihren zentralen Sinn. Andere weisen heute zusätzlich darauf hin, dass „ein zweites mal geboren werden“ auch ein gängiger Terminus des spätantiken Mysterienwesens war.
Auch Joseph von Arimathia kann in einen solchen Zusammenhang gerückt werden. Haben doch die frühchristliche Apokryphen ihn als Begründer einer Sonderströmung des Christentums dargestellt, dem von Christus im Kerker der Abendmahlskelch mit dem Blut Christi übergeben worden war. Von dem Auferstandenen wochenlang im Kerker unterrichtet, sei er der Begründer des Grals-Christentums geworden. Diese Vorstellungen waren durch die mittelalterlichen Gralsromane Gemeingut der Kultur ihrer Zeit und müssen bei einer werkimmanenten Deutung mittelalterlicher Darstellungen berücksichtigt werden.

## Die Kreuzabnahme in der Kunst

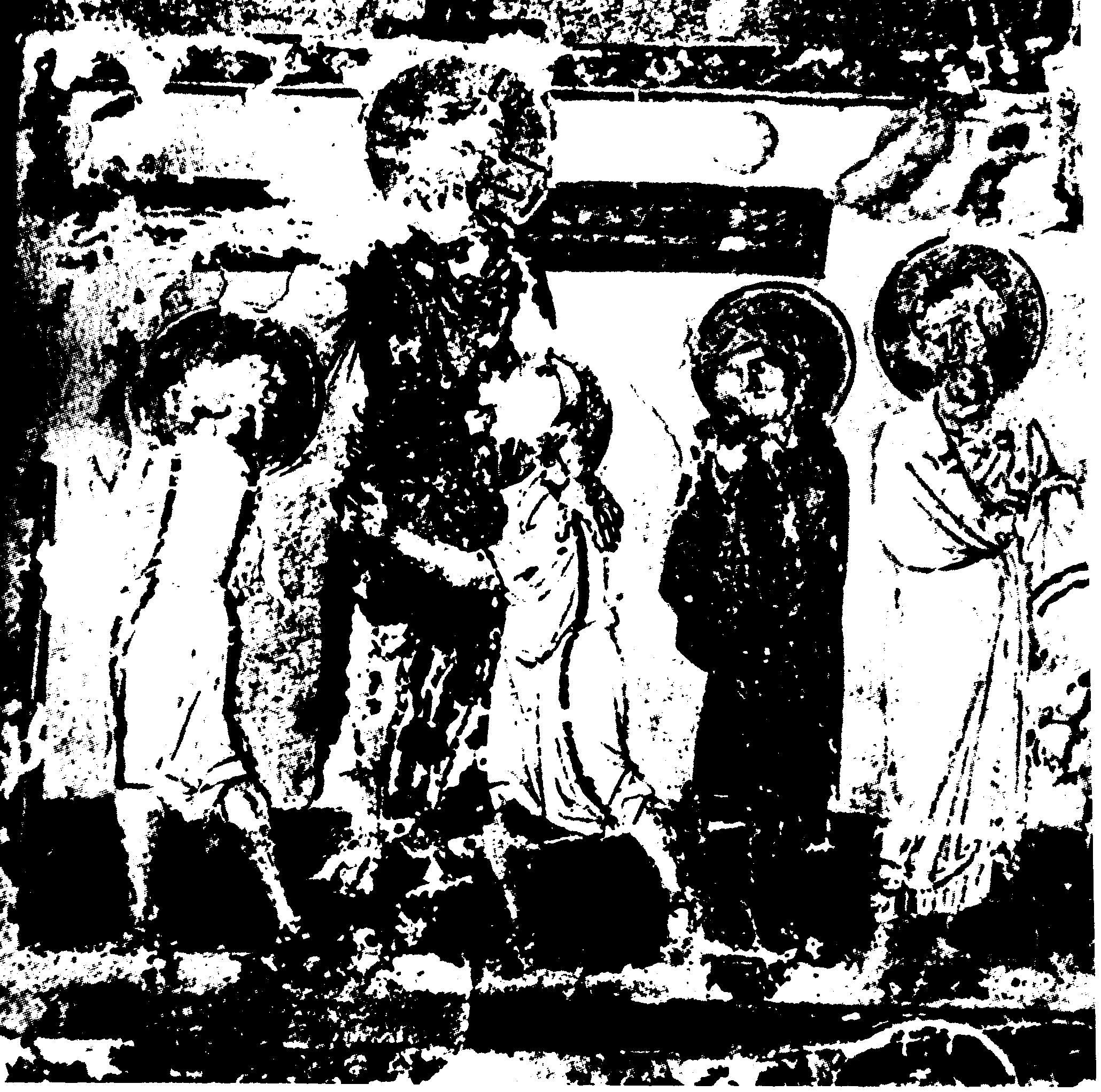
Codex des Gregor v. Nazianz. ca. 860–90. Paris.Bibl.Nat. Ms.gr.510

Darstellungen der Kreuzabnahme kommen seit dem 9. Jahrhundert in der byzantinischen und gleichzeitig in der westlichen Kunst vor. Walther Matthes und Rolf Speckner konnten eine Liste von 246 Darstellungen für den Zeitraum zwischen 820 und 1300 vorlegen, die sicher noch erweitert werden kann. Die Darstellungen verteilen sich auf diesen Zeitraum so, dass zwei bis drei aus dem 9. Jahrhundert stammen, zwölf im 10. Jahrhundert entstanden sein sollen, weitere fünf werden „um 1000“ datiert. 27 sind im 11. Jahrhundert entstanden, acht um 1100, 67 im zwölften, um 1200 weitere sieben, 106 im 13. Jahrhundert, schließlich werden elf um 1300 datiert. Es ergibt sich, wenn man die ungenauen Datierungen ‚um die Jahrhundertwende‘ verteilt, etwa eine Verdoppelungsrate von Jahrhundert zu Jahrhundert. Vom 14. Jahrhundert an wird das Material schwer übersehbar. Spezialuntersuchungen fehlen.
Dennoch können einige Grundtendenzen skizziert werden. Die ältesten halbwegs sicher datierten Darstellungen sind zwei Buchmalereien aus dem Westen und Osten Europas, eventuell tritt ein Steinrelief hinzu. Warum im 9. Jahrhundert das Interesse an dieser Begebenheit erwacht, ist unbekannt. Aus dem 10. Jahrhundert sind einige Buchmalereien, byzantinische Wandmalereien und einige wenige westliche Elfenbeinreliefe erhalten. Die im 10. Jahrhundert einsetzende Reichenauer Schule setzt sich in der Buchmalerei des 11. Jahrhunderts fort. Erstmals taucht eine Elfenbeinplastik sowie Holzreliefe, Steinreliefe und Metallreliefe der Kreuzabnahme auf. Das 12. Jahrhundert bringt eine Fülle von steinplastischen Arbeiten hervor, weitere Buchmalereien sowie Wandmalereien. Weitere Steinreliefe werden im 13. Jahrhundert nicht geschaffen, an ihre Stelle treten hölzerne und teils bewegliche plastische Gruppen. Eine große Fülle und Vielfalt von Buchmalereien entstehen und neben vielen Wandmalereien die ersten Tafelbilder. Der Strom der entstehenden Tafelbilder Westeuropas fließt durch die Jahrhunderte und erreicht seinen Höhepunkt im 15. und 16. Jahrhundert. Auch im Osten entstehen seit dem Ende des 13. Jahrhunderts Ikonenbilder der Kreuzabnahme. Schließlich erreicht die Herstellung von hölzernen Reliefen in den Jahren um 1500 noch mal einen Höhepunkt.

### Die ältesten Darstellungen in der byzantinischen Kunst

Byzantinische Kreuzabnahme. Wandmalerei in der Tokalı Kilise (Göreme/Türkei). 910-920

Die älteste bekannt gewordene byzantinische Darstellung ist eine Miniaturmalerei und findet sich im für Basileios I. angefertigten Codex Grec.510. Sie soll in den sechziger oder achtziger Jahren des 9. Jahrhunderts entstanden sein. Bei der Darstellung tritt hier die Nagellösung in den Vordergrund, wie es das griechische Wort für die Kreuzabnahme apokathelosis erwarten lässt: es bedeutet ‚Abnagelung‘. Nikodemus zieht links mit einer mächtigen Zange den Nagel aus Christi Hand. In der Mitte umfasst Josef von Arimathäa, von rechts herantretend, den Leib Christi, um ihn zu tragen. Die bereits gelöste Linke des Christus liegt auf der Schulter Josephs. Rechts hinter ihm stehen Maria und Johannes, der Zeuge. Maria scheint die Hände unter ihrem Kinn zusammenzuballen. Über dem Querbalken des Kreuzes sind Sonne und Mond zu erkennen. Auffällig ist die ans Plastische grenzende Durchformung der kleinen Gestalten. Ein spätantiker Stil macht seinen Einfluss geltend. Weist das auf ältere Vorbilder hin? 
In der Tokalı Kilise bei Göreme in Kappadokien hat sich eine frühe Wandmalerei erhalten, die etwa in den Jahren 910-920 in einer Höhlenkirche gemalt wurde. Josef von Arimathia umfasst den übergroßen Leib Christi mit beiden Armen und nimmt ihn auf seine Schulter. Christi Haupt trägt einen Vollbart. Lange Haarstränen fließen über seine Schultern. Die bereits abgelösten Arme Christi hängen lang über Josefs Rücken herab; Maria, die hinter dem Weißhäuptigen steht, hält Christi Arme. Sein von einer Kreuzaura umgebenes Haupt ist kaum vorgefallen und berührt den Scheitel der Maria. Christus trägt um die Lenden einen kurzen Rock mit einer Mittelfalte. Nikodemus beugt sich nieder und löst mit einer kleinen Zange die Nägel aus dem Stamm, die die Füße durchbohrt hatten. Er hat wie Maria einen Heiligenschein. Der Mond über dem rechten Querbalken deutet auf eine kosmische Bedeutung des Ereignisses hin. An der Stelle, an der man über dem anderen Querbalken die Sonne erwartet, hat der griechische Maler den Kopf Christi angebracht.
Im kulturell byzantinisch geprägten Raum werden im Mittelalter Malerbücher verfasst, die bis ins Einzelne vorschreiben, was gemalt werden soll. So entwickelt sich im Osten schnell eine Tradition von wenigen Gestaltungsweisen des Themas. Soweit der Einfluss der griechischen Orthodoxie reicht, etwa vom Sinai bis nach Serbien, werden diese Formen lange Zeit tradiert.
Griechische Werke beeinflussten über Norditalien (Aquileia, Venedig, Rimini) auch die westliche Darstellungsart der Kreuzabnahme.

### Die ältesten Darstellungen im Westen Europas

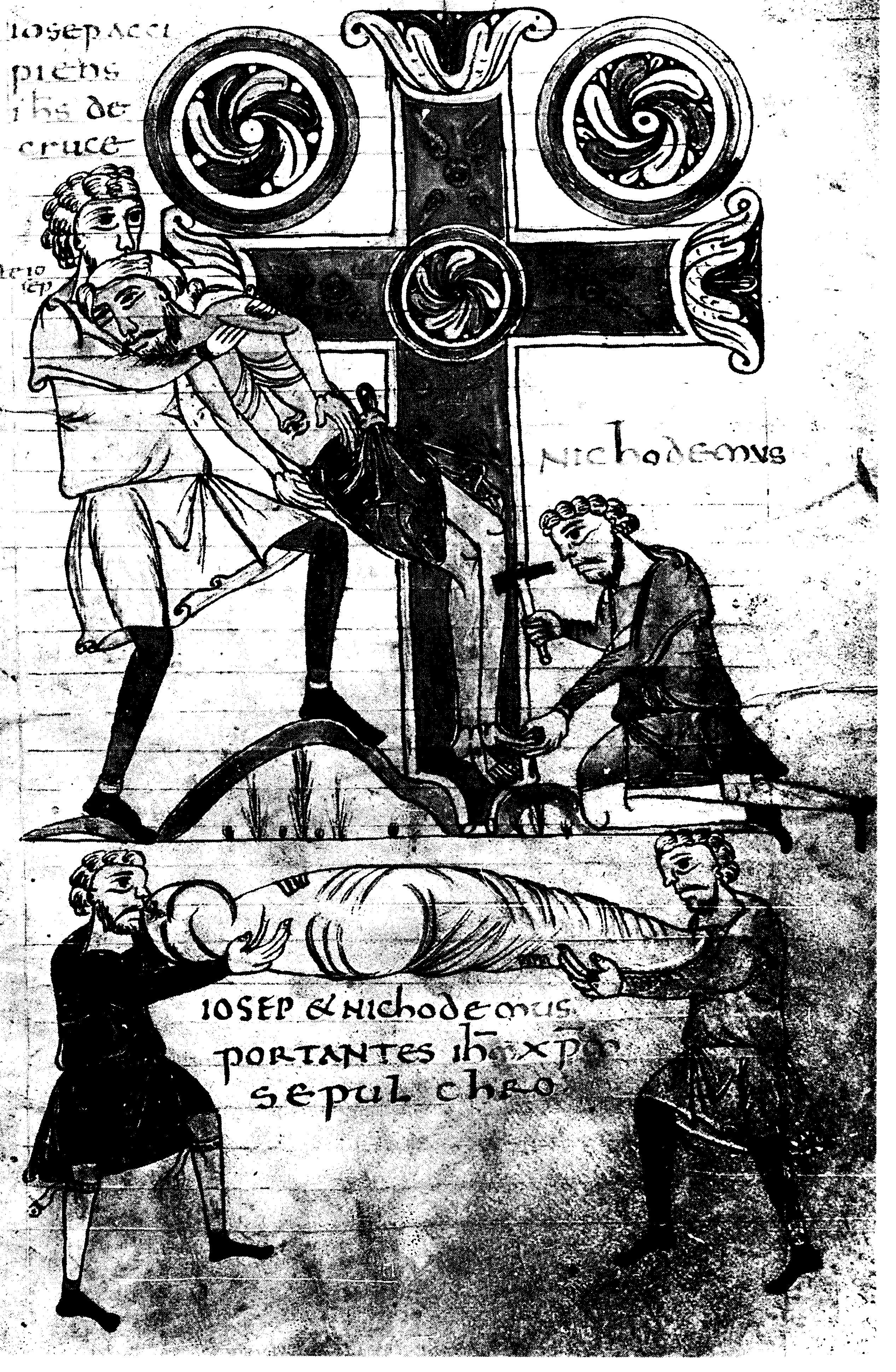
Bretonische Kreuzabnahme. Codex von Angers. Um 850

Im Westen ist die Kreuzabnahme wie es scheint etwas früher dargestellt worden. Die älteste, halbwegs sicher datierte Darstellung ist eine Buchmalerei im bretonischen Codex von Angers. Gertrud Schiller datiert das Bild in die Mitte des 9. Jahrhunderts. Hier steht Josef auf der linken Seite und umfasst den bereits gelösten Oberkörper Christi. Indem Josef seinen Fuß auf eine Erdwelle aufsetzt, kann er Christi Leib mit seinem Knie stützen. Nikodemus kniet zu Füßen des Kreuzes und schlägt den Nagel mit einem Hammer heraus. Die Namen der beiden sind hinzu geschrieben: iosep accipiens ihs de cruce steht über dem Haupt der linken Figur, und direkt neben deren Hals in kleinerer Schrift: iste iosep. Über der knienden nagellösenden Figur rechts steht Nichodemus. Wo immer im Mittelalter die Namen der die Kreuzabnahme Durchführenden auf Darstellungen genannt werden, ist es Josef der den Leib trägt, während Nikodemus eine helfende Aufgabe übernimmt. Auffällig sind die sich verbreiternden Enden der Kreuzarme, die an elastische Blütenkelche erinnern. Das Kreuz, das Zeichen des Todes, trägt die Zeichen neuen Lebens an sich. In der Mitte, wo die Balken sich treffen, ist ein Kreis, in dessen Innerem neun spiralig angeordnete Blättern zu sehen sind. Es ist der Raum, wo das Herz des Christus den Schmerz der Kreuzigung durchlitt. Sonne und Mond stehen über dem Querbalken, als mächtige Kreise abgebildet, in deren Innerem ebenfalls Blätter, allerdings bloß sechs, in einer spiraligen Drehbewegung zu sein scheinen. In der Darstellung des Codex von Angers fehlen Johannes und Maria. Dadurch entsteht eine ruhige Konzentriertheit auf den allein wichtigen Vorgang. In einer durch eine Linie abgetrennten unteren Szene tragen Josef und Nikodemus den eingehüllten Leib Christi zum Grabe. Die Andersartigkeit der Darstellung spricht für eine weitgehende Unabhängigkeit der im gleichen Zeitraum entstandenen Darstellungen voneinander.

### Die Reichenauer Schule
Zu diesen beiden Ausgangspunkten der künstlerischen Darstellung kam hundert Jahre später eine dritte Darstellungsweise, die schulbildend wurde, nämlich die der Reichenauer Malschule. Die Umwelt der Handelnden wird in der Darstellung auf das Geringste reduziert. Eine zarte Innerlichkeit charakterisiert diese Werke, welche den beiden anderen Schulen fehlt. Ein zentrales Werk derselben ist der nach 980 entstandene Egbert-Codex, der von den Reichenauer Mönchen Kerald und Heribert für den Trierer Erzbischof Egbert geschaffen wurde. Er enthält unter anderen ein in eine traumhafte Atmosphäre von tiefer Stille getauchtes Bild der Kreuzabnahme. (KA 13) Das Kreuz ist niedrig genug gemalt, so dass keine Leiter und kein Stuhl gebraucht werden. Beide Männer stehen würdig und aufrecht und halten gemeinsam den Leib Christi. Josef legt ihn sich gerade über die Schulter, Nikodemus trägt seine Beine. Das Kreuz ist schmucklos. Die Männer scheinen in ihre Arbeit versunken. Die ruhige Konzentration auf das Wesentliche macht den tiefen Ernst der Handlung gegenwärtig.
Eine weitere Darstellung aus dieser Schule (KA 5) befindet sich in einem Fuldaer Sakramentar in Göttingen. Dieselbe zauberhafte Stille spricht den Betrachter aus diesem Bild an. Hier ist es nur eine Person, die die Abnahme durchführt, also wohl Josef von Arimathia. Von rechts tritt der Jünger an das Kreuz heran und lässt die Arme des schweren Leibes soeben über seine rechte Schulter gleiten. Josef hat einen Heiligenschein, der z. T. das Gesicht Christi verdeckt. So klein sie ist, ist die Darstellung von großer Lebendigkeit. Josef hebt sich auf seine Zehenspitzen, um den Herrn zu empfangen. Rechts daneben, durch einen gemeinsamen Rahmen mit der Abnahme zusammengefasst, wird die Grablegung gezeigt, bei der der Leib des Toten von beiden Jüngern getragen wird.
Ein weiteres Sakramentar wird in Udine aufbewahrt (KA 14). Dessen Kreuzabnahme-Darstellung ist dem vorgenannten Fuldaer Sakramentar so ähnlich, dass beide aus derselben Werkstatt kommen dürften, evtl. aus Fulda. 
In Bamberg befindet sich ein weiteres Fuldaer Sakramentar, das die Kreuzabnahme (KA 21) in dieser Weise ausgestaltet.
Andere Darstellungen folgen dem Egbert-Codex, so ein Evangeliar Ottos III. (KA 17) und ein Evangeliar Heinrichs III. (KA 23). Drei Szenen sind hier auf einem Blatt vereint. Die obere Hälfte füllt eine Kreuzigung aus, darunter sind links die Abnahme und rechts die Grablegung. Über den beiden letzten steht ligno depositus a iusti fitqi sepultus. Die ernste Stille beginnt durch die Vielfalt des Dargestellten verdrängt zu werden. Der Leichnam Christi hat alle Schwere verloren: leicht wird er von den beiden treuen Jüngern in die Höhe gehoben.
Ein Evangeliar Kaiser Ottos III aus dem Aachener Domschatz (KA 16), das um 1000 entstand, wird ebenfalls der Reichenauer Schule zugerechnet.

### Darstellungen des 11. und 12. Jahrhunderts

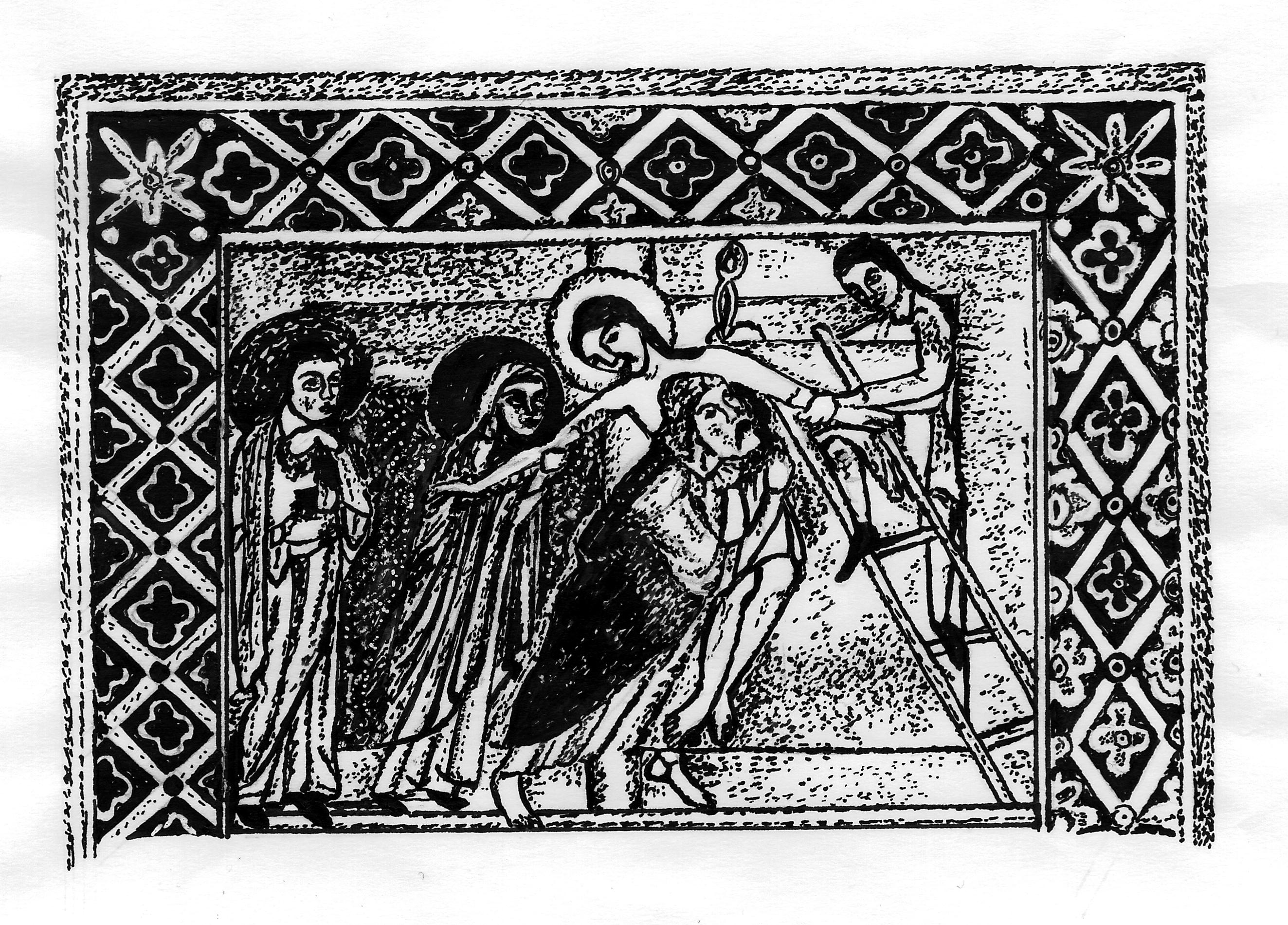
Buchmalerei.Schule des Roger von Helmarshausen. Kapitelbibliothek Gnesen. Um 1160. Zeichnung: Marianne Klement

Im Laufe des 11. und 12. Jahrhunderts vermehrt sich die Zahl der Kreuzabnahmen stetig. Vor allem Buchmalereien sind es, die angefertigt werden.
Ottonische Buchmalereien finden sich auch im heutigen Westpolen, in Gniezno (Gnesen). Um 1085 ist ein Codex entstanden, dessen Kreuzabnahme (KA 27) ein Drittel einer Bildseite einnimmt. Nikodemus ist übergroß dargestellt, tritt von rechts an das Kreuz und übergibt dem links stehenden Josef den Leib. Nikodemus herrscherliche Gestalt tritt hier wie sonst nirgends königlich hervor. Anwesend sind übrigens nur noch drei Frauen, Johannes ist nicht zu sehen. Es hat dieses Bild ob seiner Ikonographie also eine eigenartige Sonderstellung. 

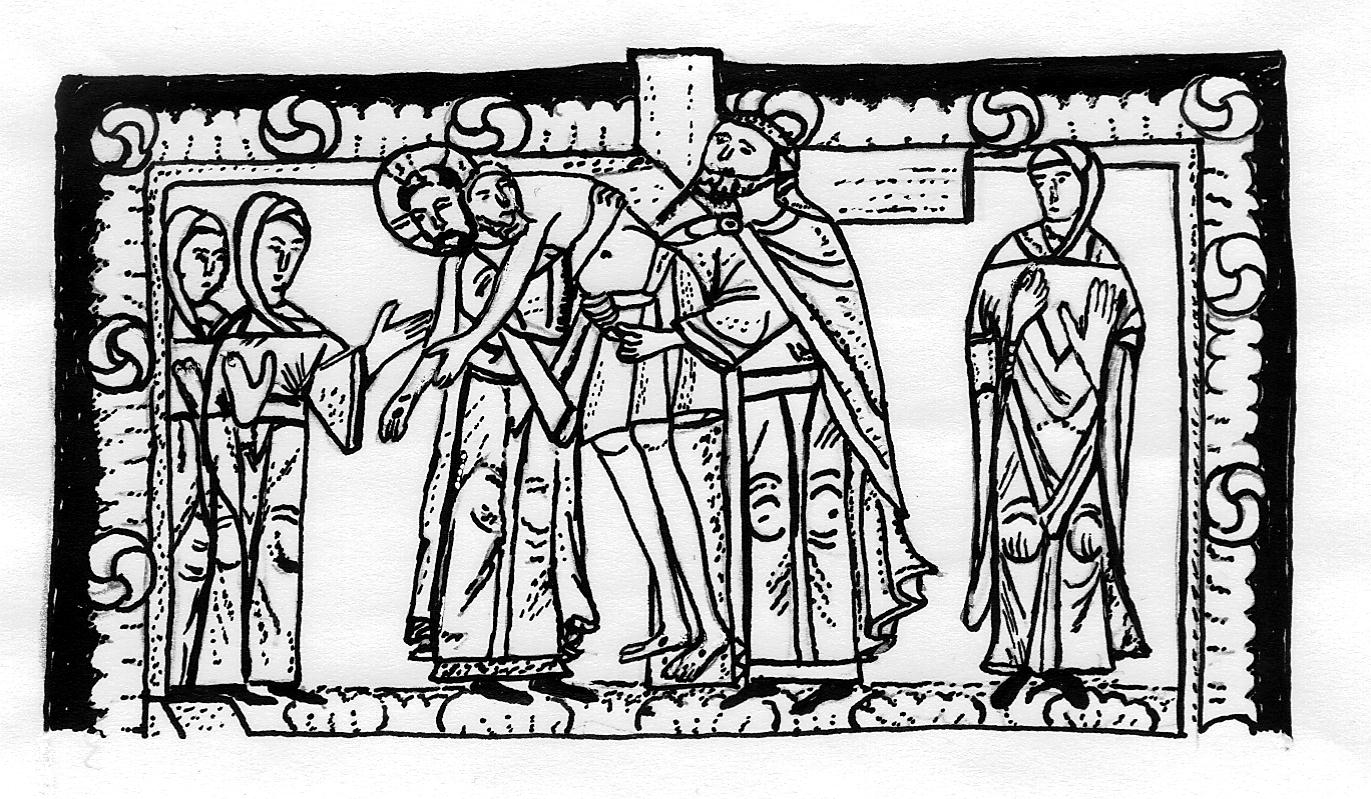
Buchmalerei im Codex Aureus der Kapitelbibliothek in Gnesen. Um 1085. Zeichnung: Marianne Klement

Die zweite Gnesener Darstellung (KA 73) wird in die Zeit gegen 1160 datiert und Roger von Helmarshausen oder seiner Schule zugeschrieben, die im Weserraum beheimatet war. Der gemalte Rahmen verrät die Vertrautheit mit der Niellotechnik der Goldschmiede. Nikodemus benutzt eine Leiter und lässt den Leib Christi von oben auf die Schultern Josephs herab. Obwohl er auf die Leiter gestiegen ist, hält Nikodemus Christi Linke, während Maria links vom Kreuz die Rechte trägt. Hinter Maria steht linksaußen Johannes. 

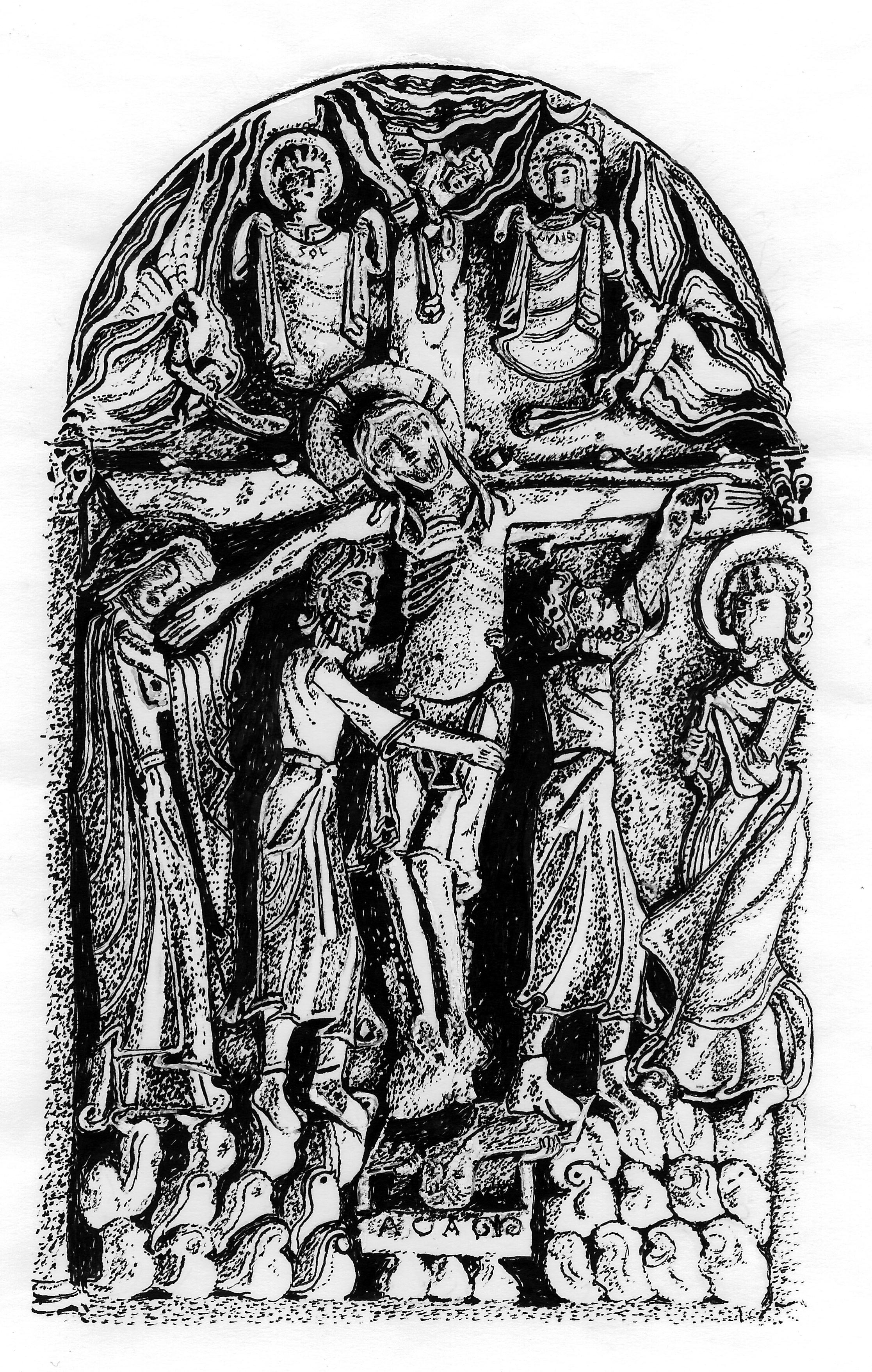
Steinrelief in Santo Domingo in Silos. 1085-1100. Zeichnung: Marianne Klement

Eine der schönsten Darstellungen der Kreuzabnahme ist kurz vor 1100 entstanden. Es handelt sich um ein Steinrelief im Kreuzgang des Klosters Santo Domingo in Silos (KA 42). Joseph von Arimathia ist von links an das Kreuz herangetreten und hat seine Arme um den Leib des Herrn gelegt. Hinter ihm steht Maria, die die Rechte des Christus an ihre Wange drückt. Nikodemus steht links vom Kreuz und wendet dem Herrn den Rücken zu. Er zieht mit einer Zange den Nagel aus der Linken. Ganz rechts steht schließlich Johannes mit einem Buch im Arm; sein ganzer Leib ist in Bewegung. Johannes und Maria besitzen einen Heiligenschein, während Joseph und Nikodemus nicht damit ausgestattet sind. Auch Christus hat eine große Aura mit einem Kreuz darin. Über dem Kreuz schwenken drei Engel Rauchfässer. Sonne und Mond treten personifiziert auf und verbergen sich hinter Tüchern. Unter dem Kreuz ist ein Kasten, durch die Buchstaben ADAM als dessen Grab bezeichnet. Der Buchstabe M ist als ein kleiner Lebensbaum ausgebildet. Adam blickt selbst aus dem Grab nach oben und hält den Deckel. Rings um ihn sind Erdschollen, deren unregelmäßige Oberfläche wie eine Meeresfläche wirkt.
Das Kreuzabnahmerelief an den Externsteinen, das seit Goethes Zeit abwechselnd dem 9. und dem 12. Jahrhundert zugeschrieben wurde, befindet sich an den Externsteinen, einer Sandsteingruppe im Teutoburger Wald. Es ist die größte Skulptur, die in Europa unter freiem Himmel in den Fels geschlagen worden ist. Neuerdings sind eine Fülle von Gesichtspunkten dafür geltend gemacht worden, dass dies Relief ebenfalls zu den ältesten Darstellungen aus dem 9. Jahrhundert zählen dürfte.

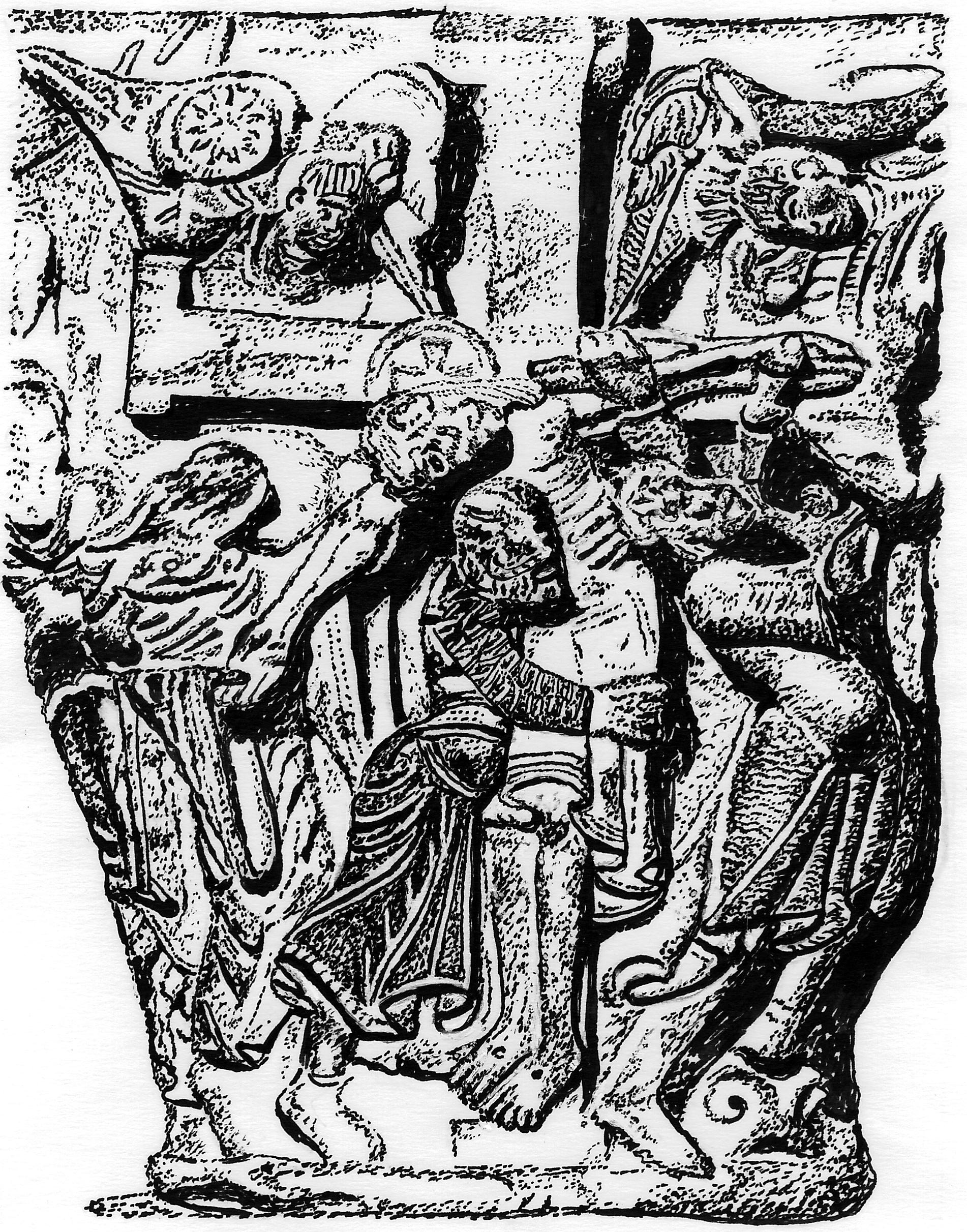
Kapitell aus dem Kreuzgang der Kathedrale von Pamplona. Um 1145. Zeichnung: Marianne Klement

Eine weitere hervorragende romanische Bildhauerarbeit ist ein Kapitell, das etwa 40 bis 50 Jahre später ebenfalls in Spanien, nämlich in Pamplona, entstanden ist (KA 103). Der Aufbau der Szene ist nahezu identisch mit derjenigen im Kloster von Silos: Joseph tritt von links an den Herrn und legt seine Hände um dessen Leib, der schon begonnen hat, sich zur Seite zu neigen. Maria ergreift den bereits gelösten linken Arm, den rechten löst Nikodemus mit einer mächtigen Zange. Über dem Kreuz sieht man zwei Engel, die Sonne und Mond tragen. Besondere Beachtung verdienen die fein ausgebildeten Gewänder der beiden Akteure. Ihr krafterfülltes Tun scheint sie dem Boden zu entrücken, als wären sie von einer mächtigen Aufwärtsbewegung erfüllt. Nikodemus stützt sich mit einem Fuß auf einen kleinen Lebensbaum, der nah am Kreuzfuß aufsprießt und demjenigen auf dem Relief in Silos ähnelt. Verwandtschaften mit dem Relief an den Externsteinen sind nicht zu übersehen. 

### Darstellungen des späten Mittelalters
Die Zahl der Darstellungen der Kreuzabnahme nimmt bis zur Zeit um 1500 weiter zu. Insbesondere treten nun zu den Reliefarbeiten und vollplastischen Holzdarstellungen auch Tafelmalereien, ein spätes Beispiel mag die Kreuzabnahme des großen Altars von Rogier van der Weyden sein. Ferner wird die Szene von Anfang an in die Stundenbücher aufgenommen.